# Joan Codina i Torres
Joan Codina i Torres (Barcelona, 17 de maig de 1927 - 13 de desembre de 1999) fou un sindicalista i polític català. Va ser conseller de la Generalitat de Catalunya.

## Biografia
Va néixer al barri de Sant Antoni de Barcelona el desembre de 1927 en una família de classe mitjana benestant. La prematura mort del seu pare va fer que s'hagués de posar a treballar. La seva formació serà autodidacta. Treballa com a dependent fins al servei militar i un cop llicenciat l'any 1950 es trasllada a Guinea, que era colònia espanyola, a la zona continental de Rio Muni, on treballa d'encarregat de magatzem d'una empresa d'exportació de productes de la zona. Es casa, i l'any 1961, torna a Catalunya per assegurar l'educació dels seus tres fills i degut, també, a la complicació de la situació política al país africà.

## Trajectòria sindical[2]
A Barcelona entra a treballar a una empresa metal·lúrgica on exerceix de cap de magatzem fins al 1976, arran d'una reducció de plantilla durant crisi econòmica dels 70 és acomiadat. L'any 1974, havia començat a tenir contacte amb el món sindical, primer dins el sindicat vertical (CNS), participant, malgrat la seva ideologia d'esquerres a les darreres eleccions sindicals franquistes. Elegit vocal de l'agrupació del comerç del metall. S'adona que no és possible el canvi de s de dins.
El 1976 s'afilia a la UGT i col·labora activament en el procés de reconstrucció del sindicat. El novembre de 1976 la Federació del Metall elegeix una direcció col·legiada de la qual Codina forma part com a secretari de formació i on comença a posar de manifest les seves capacitats com a sindicalista que, pocs mesos després, el porten a la secretaria general del metall.
El 22 d'abril de 1977 foren legalitzats els sindicats, fins llavors clandestins. La legalització de la Unió General de Treballadors UGT accelerarà el procés d'estructuració. El mateix mes d'abril, es feu el XV Congrés Metal·lúrgic Confederal, en el curs del qual Joan Codina va esdevenir vocal de l'executiva. Poc després es va celebrar el I Congrés Català del Metall, amb 300 delegats en representació de 3.000 afiliats, Joan Codina serà elegit secretari general i Paco Neira (Macosa), secretari d'organització. També formaren part d'aquesta executiva Xavier Juanto (Seat), Manolo Gómez (Pegaso), Carles Palop (Pegaso) i Antonio Puerta (Seat). Va dedicar-se al treball de formació i informació dels nous afiliats.

## Trajectòria política[2]
Celebrades les primeres eleccions democràtiques després del franquisme el 1977, el president Tarradellas en ple procés de recuperació de l'autogovern català el nomena Conseller de Treball del seu primer govern (Decret de 5 d desembre de 1977). Pren possessió i dimiteix de les seves responsabilitats a la UGT. Farà una tasca discreta de negociació, mediació, i resolució de conflictes en el món de l'empresa i el treball en una conselleria mancada de competències i de transferències i en un context d'una duríssima crisi econòmica.
El juliol de 1978, un cop culminat el procés d'unificació socialista s'afiliarà a la nova formació, el Partit dels Socialistes de Catalunya. Una de les grans fites del seu pas pel Departament es va aconseguir el setembre de 1978 la creació del Consell de Treball de Catalunya.
Aprovat l'Estatut d'Autonomia de Catalunya del 1979 Estatut de Sau i feta la convocatòria de les primeres eleccions pel Parlament de Catalunya serà candidat a diputat en les llistes del PSC. Sortirà elegit Diputat per Barcelona. Cessà de Conseller amb la resta del govern en formar-se el nou govern del president Pujol. Joan Codina iniciarà una nova etapa com a parlamentari a Barcelona, i després l'any 1986 elegit pel Parlament, com a senador per la comunitat autònoma al Senat espanyol de Madrid. De manera paral·lela tornà a tenir de la UGT de Catalunya en una executiva encapçalada per Luis Fuertes Fuertes. En aquest congrés les aportacions de Joan Codina, impulsor de la ponència “Fet nacional”, van esdevenir claus en el procés de catalanització del sindicat. L'abril de 1988, als 60 anys, va cloure la seva trajectòria en la primera línia de la política.
Morí el desembre de 1999. La UGT de Catalunya va emetre un comunicat en què el qualificava com “un referent social i sindical (...) un lluitador infatigable pels drets dels treballadors, lluita que mai va abandonar malgrat la malaltia que patia des de feia temps.”
El 2001, la Fundació Josep Comaposada i la Fundació Rafael Campalans van decidir que els Premis Primer de Maig, en el seu apartat dedicat a la Iniciativa Social, portés el nom de Joan Codina.